# Élections législatives de 1973 dans la Creuse
Les élections législatives françaises de 1973 se déroulent les 4 et 11 mars 1973. Dans le département de la Creuse, deux députés sont à élire dans le cadre de deux circonscriptions.

## Élus
| Circonscription | Député sortant         | Parti | Parti    | Député élu ou réélu | Parti | Parti |
| --------------- | ---------------------- | ----- | -------- | ------------------- | ----- | ----- |
| 1re             | Olivier de Pierrebourg |       | app. UDR | Guy Beck            |       | PS    |
| 2e              | André Chandernagor     |       | PS       | André Chandernagor  |       | PS    |

## Résultats

### Résultats à l'échelle du département
| Parti                 | Parti                                       | Premier tour | Premier tour | Second tour | Second tour | Sièges |
| Parti                 | Parti                                       | Voix         | %            | Voix        | %           | Sièges |
| --------------------- | ------------------------------------------- | ------------ | ------------ | ----------- | ----------- | ------ |
|                       | Parti socialiste                            | 25 765       | 32,22        | 47 233      | 57,09       | 2      |
|                       | Parti communiste français                   | 21 184       | 26,49        | Retrait     | Retrait     | 0      |
|                       | Union de la gauche                          | 46 949       | 58,71        | 47 233      | 57,09       | 2      |
|                       |                                             |              |              |             |             |        |
|                       | Union des démocrates pour la République     | 15 496       | 19,38        | 20 396      | 24,65       | 0      |
|                       | Républicains indépendants                   | 10 721       | 13,41        | 15 104      | 18,26       | 0      |
|                       | Union des républicains de progrès           | 26 217       | 32,79        | 35 500      | 42,91       | 0      |
|                       |                                             |              |              |             |             |        |
|                       | Mouvement réformateur                       | 3 825        | 4,78         |             |             | 0      |
|                       | Gaullistes d'opposition                     | 1 930        | 2,41         | 0           |             |        |
|                       | Centre national des indépendants et paysans | 1 043        | 1,30         | 0           |             |        |
|                       |                                             |              |              |             |             |        |
| Inscrits              | Inscrits                                    | 109 235      | 100,00       | 109 224     | 100,00      | 2      |
| Abstentions           | Abstentions                                 | 27 691       | 25,35        | 24 816      | 22,72       |        |
| Votants               | Votants                                     | 81 544       | 74,65        | 84 408      | 77,28       |        |
| Blancs et nuls        | Blancs et nuls                              | 1 580        | 1,94         | 1 675       | 1,98        |        |
| Exprimés              | Exprimés                                    | 79 964       | 98,06        | 82 733      | 98,02       |        |
| Source : Data.gouv.fr |                                             |              |              |             |             |        |

### Résultats par circonscription

#### Première circonscription (Guéret)
| Candidat       | Candidat                       | Parti          | Premier tour | Premier tour | Second tour | Second tour |  |
| Candidat       | Candidat                       | Parti          | Voix         | %            | Voix        | %           |  |
| -------------- | ------------------------------ | -------------- | ------------ | ------------ | ----------- | ----------- |  |
|                | Olivier de Pierrebourg sortant | UDR (URP)      | 15 496       | 40,4         | 20 396      | 49,43       |  |
|                | Guy Beck élu                   | PS (UGSD)      | 10 195       | 26,58        | 20 869      | 50,57       |  |
|                | Bernard Triclot                | PCF            | 8 781        | 22,89        | Retrait     | Retrait     |  |
|                | Serge Sambor                   | Rad (MR)       | 1 996        | 5,2          |             |             |  |
|                | Henri Delarbre                 | CNIP           | 1 043        | 2,72         |             |             |  |
|                | Jean-Claude Boulle             | FP             | 846          | 2,21         |             |             |  |
|                |                                |                |              |              |             |             |  |
| Inscrits       | Inscrits                       | Inscrits       | 51 658       | 100,00       | 51 651      | 100,00      |  |
| Abstentions    | Abstentions                    | Abstentions    | 12 555       | 24,3         | 9 666       | 18,71       |  |
| Votants        | Votants                        | Votants        | 39 103       | 75,7         | 41 985      | 81,29       |  |
| Blancs et nuls | Blancs et nuls                 | Blancs et nuls | 746          | 1,91         | 720         | 1,71        |  |
| Exprimés       | Exprimés                       | Exprimés       | 38 357       | 98,09        | 41 265      | 98,29       |  |

#### Deuxième circonscription (Aubusson)
| Candidat       | Candidat                         | Parti          | Premier tour | Premier tour | Second tour | Second tour |  |
| Candidat       | Candidat                         | Parti          | Voix         | %            | Voix        | %           |  |
| -------------- | -------------------------------- | -------------- | ------------ | ------------ | ----------- | ----------- |  |
|                | André Chandernagor sortant réélu | PS (UGSD)      | 15 570       | 37,42        | 26 364      | 63,58       |  |
|                | Raymond Labrousse                | PCF            | 12 403       | 29,81        | Retrait     | Retrait     |  |
|                | Michel Pinton                    | RI (URP)       | 10 721       | 25,77        | 15 104      | 36,42       |  |
|                | Claude Perrin                    | Rad (MR)       | 1 829        | 4,4          |             |             |  |
|                | Michel Grimard                   | FP             | 1 084        | 2,61         |             |             |  |
|                |                                  |                |              |              |             |             |  |
| Inscrits       | Inscrits                         | Inscrits       | 57 577       | 100,00       | 57 573      | 100,00      |  |
| Abstentions    | Abstentions                      | Abstentions    | 15 136       | 26,29        | 15 150      | 26,31       |  |
| Votants        | Votants                          | Votants        | 42 441       | 73,71        | 42 423      | 73,69       |  |
| Blancs et nuls | Blancs et nuls                   | Blancs et nuls | 834          | 1,97         | 955         | 2,25        |  |
| Exprimés       | Exprimés                         | Exprimés       | 41 607       | 98,03        | 41 468      | 97,75       |  |